# Jani Honkavaara
Jani Honkavaara, född 2 februari 1976, är en finländsk fotbollstränare för närvarande i Djurgårdens IF, även tidigare fotbollsspelare.

## Karriär

### Spelarkarriär
Honkavaara är mest känd för sina år i TP-Seinäjoki.  

### Tränarkarriär
Efter spelarkariärern blev han assisterande tränare i FC Viikingit. 2007 tog han över som huvudtränare.
2023–2024 var han tränare i KuPS, som vann ligan 2024. Han vann även 2019 med samma lag. 
Den 20 december 2024 presenterades han som ny huvudtränare i Djurgårdens IF.

## Meriter

### Som tränare
Veikkausliiga: 2019, 2024
Finska cupen: 2024

### Individuella
Årets tränare i Finland 2024.
Månadens tränare i Tipsligan maj 2017, augusti 2019, oktober 2019, maj 2024, juli 2024, oktober 2024.

## Statistik
| Klubb                       | Från           | Till             | Resultat | Resultat | Resultat | Resultat | Resultat    | Resultat |
| Klubb                       | Från           | Till             | M        | V        | O        | F        | Målskillnad | Vinst%   |
| --------------------------- | -------------- | ---------------- | -------- | -------- | -------- | -------- | ----------- | -------- |
| HIFK                        | 1 januari 2010 | 31 december 2011 | 50       | 23       | 11       | 16       | 75-53       | 46.00    |
| IF Gnistan                  | 1 januari 2012 | 31 december 2012 | 27       | 15       | 7        | 5        | 46-26       | 55.56    |
| HIFK                        | 1 januari 2013 | 27 juli 2016     | 113      | 46       | 27       | 40       | 199-139     | 40.71    |
| KuPS                        | 1 januari 2017 | 31 december 2019 | 116      | 58       | 28       | 30       | 207-129     | 50.00    |
| SJK                         | 1 januari 2020 | 31 december 2021 | 59       | 25       | 12       | 22       | 85-80       | 42.37    |
| KuPS                        | 21 april 2023  | 31 december 2024 | 72       | 45       | 11       | 16       | 143-79      | 62.50    |
| Djurgårdens IF              | 1 januari 2025 |                  | 0        | 0        | 0        | 0        | 0-0         | 0        |
| Totalt                      | Totalt         | Totalt           | 437      | 212      | 96       | 129      | 755-506     | 48.51    |
| Uppdaterad 19 oktober 2024. |                |                  |          |          |          |          |             |          |